# Cuthred av Kent
Cuthred av Kent, död 807, var en engelsk monark. Han var kung av Kent 798–807. 